# Bragelogne-Beauvoir
Bragelogne-Beauvoir é uma comuna francesa na região administrativa de Grande Leste, no departamento de Aube. Estende-se por uma área de 23,39 km². Em 2010 a comuna tinha 251 habitantes (densidade: 10,7 hab./km²).